# گو ته‌یانگ
این یک نام کره‌ای است؛ نام خانوادگی گو است.
گو ته‌یانگ (کره‌ای: 고대양; هانجا: 大且陽)، او پسر پادشاه پیونگ‌وون و پدر پادشاه بوجانگ واپسین پادشاه گوگوریو یکی از سه پادشاهی کره بود.

## زندگی
فرض بر این است که او پسر پادشاه پیونگ‌وون، پادشاه گوگوریو بود و برادر تنی پادشاه یونگ‌یانگ و برادر ناتنی پادشاه یونگ‌نیو بود.
او سه ماه قبل از کودتای یون گه‌سومون درگذشت و زمانی که پادشاه بوجانگ به عنوان پادشاه گوگوریو بر تخت نشست، درسال ۶۴۳ به او عنوان پادشاه داد.